# Черковище
Черковище е село в Южна България. Намира се в община Мирково, област София.
Към 1934 г. селото има 47 жители. Населението му към 2011 г. е 3 души. Влиза в землището на село Каменица.